# Rodolfo Caporali
Rodolfo Caporali (Roma, 12 febbraio 1906 – Roma, 24 ottobre 2004) è stato un pianista, accademico e didatta italiano.
Studiò con Alfonso Rendano e Alfredo Casella. Ha suonato in Italia, Europa, America e Nordafrica a fianco di direttori quali, fra gli altri, Carlo Maria Giulini, Vittorio Gui, Mario Rossi, Bruno Maderna, Georg Solti, Georges Prêtre. 
Di qui i numerosissimi inviti in giuria dei più importanti concorsi internazionali, tra i quali il Concorso Internazionale di Piano di Santander Paloma O'Shea di 1977. Ha insegnato per quarant'anni pianoforte principale al Conservatorio di S. Cecilia di Roma e poi al corso di perfezionamento dell'Accademia di S. Cecilia.
Dal 1965 è stato Accademico di S. Cecilia, Accademia dove per molti anni ha ricoperto la carica di vicepresidente. È stato inoltre membro dell'Accademia Filarmonica Romana.
I suoi allievi in carriera più noti sono Giuseppe Postiglione (prematuramente scomparso nel 1962), Sergio Cafaro, Roberto Cappello, Giovanni Velluti, Alessandro De Luca. 
Fuori dal campo concertistico, il compositore Boris Porena e il pianista Maurizio D'Ovidio sono stati suoi allievi.
Padre della pittrice di Scuola romana Giuliana Caporali, Rodolfo Caporali è nonno materno del violoncellista Arturo Bonucci e del violinista e direttore Rodolfo Bonucci.